# Chiesa di Sant'Elia (Moscopoli)
La chiesa di Sant'Elia (albanese: Kisha e Shëndëlliut o Kisha e Shën Ilias) è una chiesa ortodossa di Moscopoli, frazione del comune di Coriza in Albania. Rientra nei Monumenti culturali religiosi dell'Albania. 

## Storia
La chiesa è alta 11,5 metri, lunga 20 e larga 13. L'interno è di tipo basilicale ed è diviso in tre navate da due file di colonne su cui poggia il soffitto piatto. Le colonne sono in pietra e sono collegate da archi longitudinali, in cima ai quali alte pareti dividono le navate laterali. La navata centrale è illuminata da finestre che si trovano sulla sommità dei muri perimetrali. 
Il chiostro è solo sul lato meridionale, così come il nartece. Il cortile della chiesa era recintato da mura, all'angolo delle quali esisteva un campanile. Entrambi sono stati restaurati.